# Liste des cours d'eau du canton de Vaud
Le canton de Vaud est parcouru par 6 000 km de cours d'eau.

## Cours d'eau du bassin versant de l'Aar, sous-bassin du Rhin

### Cours d'eau se jetant dans lelac de Neuchâtel
- Le Ruisseau de la Vaux (se jette dans le lac dans le canton de Neuchâtel)
- L'Arnon
  - La Baumine
  - Le Ruisseau de Champagne
- La Brine
  - Le Ruisseau de la Râpe
  - Le Ruisseau des Crêts
  - Le Ruisseau des Vernes
- Le Bey
- Le Mujon (à la confluence du Mujon et du Canal Occidental, le cours se divise ; le cours du Mujon continue vers le lac et un canal nommé et servant de déversoir se jette dans la Thièle)
  - Canal Occidental

- La Thièle

- Canal Oriental
  - Le Canal d'Entreroches
  - Le Ruisseau de Sadaz
  - Le Ruisseau d'Ependes
    - Le Ruisseau des Combes
- Le Buron
  - Le Ruisseau d'Epautheyres
  - La Niauque
- Le Ruisseau de l'Epena

- La Menthue

- Le Ruisseau de Robin
- Le Ruisseau de Cudrefin

- Canal de la Broye (canal entre le lac de Morat et le lac de Neuchâtel, limite entre le canton de Vaud et le canton de Fribourg puis le canton de Berne)

#### Bassin versant de la Thièle
- La Thièle (se forme à la confluence de l'Orbe et du Talent)
  - L'Orbe
    - (Lac de Joux)
    - (Lac Brenet)
    - (Grottes de Vallorbe)
    - Le Ruisseau des Epoisats
    - La Jougnena

  - Le Talent (39,75 km)
    - Le Ruisseau des Corbessières
    - Le Ruisseau de Benenté
    - La Tioleire
    - Le Ruisseau de Latigny
    - Le Cambron
    - Le Posat
    - La Mortigue
      - Le Bullet

    - La Vouda
    - Le Nozon

  - Le déversoir (canal venant du Mujon)

#### Bassin versant de la Menthue
- La Menthue
  - Ruisseau des Vaux D
    - Flonzel G

  - Le Lombrax D
  - La Barbeire G
  - Le Sauteru G
    - La Foirause D
    - La Greyle G

  - L'Augine D
  - L'Oulaire D
  - Le Botterel G
  - Le Coruz G

### Cours d'eau se jetant dans lelac de Morat
- La Broye
- Le Chandon

#### Bassin versant de la Broye
- La Broye
  - La Biorde G
    - Le Corbéron G

  - La Mionna ou Mionne D
  - Le Flon D
    - Le Maflon D

  - Le Grenet G
    - La Vaux G
      - Le Ruisseau des Moillettes G
      - Le Ruisseau de Mau Paccot D

    - La Mortigue D
    - La Neirigue D

  - Le Parimbot (confluent dans le canton de Fribourg) G
  - La Bressonne G
    - Le Craivavers D
    - Le Ruisseau de Corcelles G
    - Le Carrouge D

  - La Mérine G
  - Le Riau Gresin G
  - Le Ruisseau de Voraire D
  - La Cerjaule G
  - Le Ruisseau des Vaux D
  - Le Ruisseau de Seigneux D (confluent dans le canton de Fribourg)
  - La Tremeule
  - Le Ruisseau de Marnand
    - Le Ruisseau des Rochers

  - La Lembe
  - Le Ruisseau du Moulin (confluent dans le canton de Fribourg)
  - La Bioleyre
  - L'Arbogne D
    - Ruisseau des Chaudeires D
    - Le Motélon G
    - Le Ruisseau de Coppet D

  - La Petite Glâne

### Bassin versant de la Sarine
- La Sarine
  - Rüschbach ou Pillonbach (se jette dans la Sarine dans le canton de Berne)[2],[3]
    - Torrent sans nom
    - Grenzgrabe (limite avec le canton de Berne)

  - L'Aigue Courbe ou Tschärzisbach (Limite avec le canton de Berne, né au lac du col de Nové (Seeachse), se jette dans le lac d'Arnon dans le canton de Berne.)
    - Arnegrenzgrabe (limite avec le canton de Berne)

  - Ruisseau de Comborsin puis Chalberhönibach (se jette dans la Sarine à Saanen dans le canton de Berne)
    - Ruisseau prenant sa source à la Gour de Comborsin
    - Chenau de Ruble puis Rüeblegrabe (en partie limite avec le canton de Berne)
      - Ruisseau de la Videmanette (en partie limite avec le canton de Berne)

  - Ruisseau de Ruble puis Gouderligrabe (prend sa source aux lacs nommés Les Gouilles et se jette dans la Sarine à Saanen dans le canton de Berne)
  - Ruisseau de la Rite (se jette dans la Sarine à Saanen dans le canton de Berne)
  - Le ruisseau des Fenils Grischbach (limite avec le canton de Berne sur une grande partie de son cours)
    - Grand Riau
    - Le ruisseau de Merzeires
      - Le ruisseau des Roseys

  - Le ruisseau de la Combabelle
  - Le ruisseau de Martigny
  - Le ruisseau de Flendruz
    - La Manche
    - Le ruisseau des Ciernes Picat
      - Le ruisseau des Cavouets
        - Le ruisseau des Cheneaux Rouges

  - La Gérine
  - La Braye
    - Le ruisseau de la Rosette

  - Le ruisseau des Coulaytes ou ruisseau de la Leyvra
    - Le ruisseau des Tenasses

  - Le ruisseau des Mérils
  - La Torneresse
    - Le ruisseau de la Laissy
    - L'Eau Froide
    - Le Bouratti
    - Le torrent des Ciernes Raynaud
    - Le torrent des Coulayes

  - Le ruisseau de Flumy
  - Le torrent des Chevalets ou torrent de la Frasse
    - Le torrent de Cray

  - Le torrent des Planches (lac du Vernex)
  - Le torrent de Rix
  - Le ruisseau de la Venerie
  - L'Ondine
  - Le ruisseau de la Sauta
  - L'Hongrin (se jette dans le lac de Montbovon dans le canton de Fribourg)
    - Le ruisseau de Praz Cornet (rive droite)
    - Le ruisseau de Biolle
    - Le ruisseau de Charbonnière (lac de l'Hongrin)
    - Le ruisseau du Leyzay (lac de l'Hongrin)
    - Le Petit Hongrin (lac de l'Hongrin)
      - Le ruisseau de Jaquemin

    - Le ruisseau des Coques (lac de l'Hongrin)
    - Le ruisseau de Chaude
    - Le ruisseau des Cases (se jette dans l'Hongrin dans le canton de Fribourg)

## Cours d'eau dubassin versant du Rhône

### Cours d'eau se jetant dans leRhône
- L'Avançon de Morcles

- L'Avançon
  - L'Avançon d'Anzeinde
    - Le Pisse Vache G

  - L'Avançon de Nant G
    - Le Torrent des Martinets G
    - Le Nant des Têtes G
    - Le Ruisseau du Richard D
    - Le Nant d'Ayerne D
    - Le Torrent Genin G
    - L'Ivouette G

  - Pouet Torrent G
  - Le Bey de Sérisson G
  - La Croissette G

- La Gryonne
  - Ruisseau de l'Abbaye D
  - Le Ruisseau de la Roche D
  - La Petite Gryonne D

- La Grande Eau
  - Le Ruisseau du Sex Rouge D
  - Le Torrent de Culan G
    - L'Eau Froide G

  - Le Dar D
    - Le Ruisseau Retaud D

  - Le Torrent D
  - Le Ruisseau du Plassot G
  - Le Ruisseau de Brison G
  - Le Ruisseau de la Forclaz G
  - La Raverette D
  - Le Ruisseau du Sépey D
    - Le Bay D

  - Le Ruisseau des Folles G
  - Le Torrent d'Yvorne D

### Cours d'eau se jetant dans lelac Léman

#### Affluent du Léman à l'Est de la Venoge
- Le grand Canal (14,7 km)
- L'Eau Froide (11,3) km
- La Tinière (5,5 km)
- La Veraye
- La Baye de Montreux (8,2 km)
  - Le Ruisseau de Vaunaises
- La Baye de Clarens (7,1 km)
  - l'Avessan (3,3 km)
- Le Ruisseau de la Maladaire
- L'Ognona
- La Veveyse (19,5 km)
  - La Veveyse de Châtel
    - Le Ruisseau de Rathevi
    - Le Ruisseau de Vérolly
    - Le Ruisseau de Perry
    - Le Ruisseau de Montgevin

  - La Veveyse de Fégire
    - Le Ruisseau de Saudanne

  - Ruisseau de la Denève
- La Bergère (3,75 km)
  - Le Ruisseau du Basset
- La Salenche
- Le Forestay (5,7 km)
- Le Rio d'Enfer
- La Lutrive (6,7 km)
  - Le Ruisseau de la Croix
- La Paudèze (5,4 km)
  - Le Chandelar
    - Le Flon Morand

  - Le Flonzel
- La Vuachère (7 km)
  - Le ruisseau du Riolet
- Le Flon (11,7 km)
- La Chamberonne issu de la confluence de la Sorge et de la Mèbre
  - La Petite Chamberonne

#### Bassin versant de la Venoge
- La Venoge (42 km) affluents : et 
  - La Chergeaule
  - Le Veyron (18,5 km)
    - La Malagne
    - Le Ruisseau de Lamponex

  - La Molombe
  - La Senoge
    - La Broye de Vullierens

  - L'Arena (rive droite)

#### Affluent du Léman à l'Ouest de la Venoge
- Le Bief (4,1 km)
- La Morges (12 km) affluent : Cambagnou (rive gauche)
- Le Boiron de Morges affluent : Blacon (rive gauche)
- Le Ruisseau de Chenaux
- L'Aubonne (12,2 km) 
  - Le Flumau
  - Nom inconnu, se jetant dans l'Aubonne au nord de la précédente (rive gauche)
  - Nom inconnu, se jetant dans l'Aubonne au sud du pont de l'ancienne route de l'Etraz (rive droite)
  - Nom inconnu, se jetant dans l'Aubonne au nord du pont de l'ancienne route de l'Etraz (rive droite)
  - Nom inconnu, se jetant dans l'Aubonne au sud du pont de la route de l'Etraz (rive gauche)
  - L'Armary
    - La Malarmary
    - Le Roju

  - Nom inconnu, se jetant dans l'Aubonne au lieu-dit Arney et prenant sa source au nord de Saint-Livres (rive gauche)
  - Nom inconnu, se jetant dans l'Aubonne à l'Arboretum (rive gauche)
  - Nom inconnu, se jetant dans l'Aubonne à l'Arboretum (rive gauche)
  - La Sandoleyre
    - Le Ruisseau des Rottières
    - Le Ruisseau des Chaux

  - Nom inconnu, se jetant dans l'Aubonne au lac de La Vaux (rive gauche)
  - Le Toleure
    - Nom inconnu (rive gauche)
    - Nom inconnu (rive droite)
    - La Saubrette
      - Nom inconnu, se jetant dans la Saubrette au lieu-dit Le Moulin (rive gauche)
      - Nom inconnu, se jetant dans la Saubrette à l'ouest de Gimel (rive gauche)
      - Le Ruisseau de l'Outard
        - Nom inconnu (rive droite)
        - Nom inconnu (rive droite)

      - Nom inconnu, prenant sa source à Saint-George au lieu-dit Maison-Neuve (rive droite)
      - Nom inconnu, se jetant dans la Saubrette à l'est de Saint-George (rive gauche)

    - Nom inconnu (rive gauche)
    - Nom inconnu (rive droite)
    - Nom inconnu (rive droite)
    - Nom inconnu (rive droite)
    - Nom inconnu (rive droite)

  - Nom inconnu, se jetant dans l'Aubonne au sud de la STEP de Bière (rive gauche)
    - Nom inconnu

  - Nom inconnu, traversant le village de Bière (rive gauche)
- Nom inconnu, traversant Allaman
- L'Eau Noire
  - La Gordanne
  - Nom inconnu, se jetant dans l'Eau Noire entre Féchy et Aubonne
- Le Rupalet
  - Nom inconnu
  - Nom inconnu
- La Bigaire
  - Le Ruisseau de Famolens
  - Le Flon
    - Nom inconnu
- Nom inconnu, se jetant dans le Léman à l'ouest de la ville de Rolle
- Nom inconnu, se jetant dans le Léman au lieu-dit Pré de Vers à l'ouest de Rolle
- Le Flon de Vincy (4,2 km), se jetant dans le Léman au lieu-dit Fleur d'Eau à l'ouest de Rolle
- Nom inconnu, se jetant dans le Léman au lieu-dit Les Fougères
- La Dullive
  - Le Lavasson
    - Plusieurs affluents de nom inconnu prenant leur source entre Begnins et Luins
    - La Vorzairie
    - Le Nant

  - Le Fossy
    - Nom inconnu

  - Nom inconnu, se jetant dans la Dullive au lieu-dit Le Vernay
  - Plusieurs affluents de nom inconnu prenant leur source au-dessus de Luins
- Nom inconnu, se jetant dans le Léman entre Gland et l'embouchure de la Dullive
- La Promenthouse (16 km)
  - La Serine
    - Le Ruisseau de la Combe, anciennement Sisille
      - Nom inconnu
      - Nom inconnu
      - Nom inconnu

    - Nom inconnu
    - Nom inconnu
    - Nom inconnu
    - Nom inconnu
    - Le Ruisseau du Geny
    - La Moteline
    - Nom inconnu, se jetant dans la Serine à l'ouest de Burtigny
    - La Torne
    - Nom inconnu
    - Nom inconnu, prenant sa source à l'est de Marchissy
      - Nom inconnu

    - Nom inconnu, prenant sa source au nord de Le Vaud

  - Le Ruisseau du Cordex
  - Nom inconnu, prenant sa source au sud de Genolier
    - Le Ruisseau du Montant
    - Le Ruisseau de l'Oujon
      - Nom inconnu
      - Nom inconnu

  - La Colline
    - Nom inconnu
    - Nom inconnu, se jetant dans la Colline à l'ouest de Givrins
- Nom inconnu, s'écoulant à l'ouest de la Promenthouse
- Nom inconnu, s'écoulant au centre de Prangins, juste à l'est du château
- L'Asse (9,7 km)
  - Nom inconnu, coulant vers le nord et se jetant dans l'Asse à l'ouest de Changins
  - Nom inconnu, prenant sa source à l'ouest de Duillier
  - Nom inconnu, se jetant dans l'Asse à l'ouest du terrain du Paléo Festival
  - Nom inconnu, se jetant dans l'Asse au Moulin de Chiblins
  - Nom inconnu, se jetant dans l'Asse au lieu-dit Le Moulin
  - Plusieurs affluents de nom inconnu, se jetant dans l'Asse au nord de Chéserex
- Nom inconnu, s'écoulant au centre de Nyon, le long de la voie du NStCM
- Le Boiron (8,5 km)
  - Nom inconnu, se jetant dans le Boiron à l'est d'Eysins
  - Nom inconnu
  - Nom inconnu, prenant sa source à Borex  et se jetant dans le Boiron au nord de Arnex-sur-Nyon
  - Nom inconnu, se jetant dans le Boiron au nord de Crassier
  - Le Boironnet
- Nom inconnu
- Le Nant du Pry
  - Nom inconnu
  - Nom inconnu
- Le Brassu (4,7 km)
  - Plusieurs affluents de nom inconnu
- Le Greny
  - La Doye
  - Le Bornalet
- Nom inconnu, petit ruisseau au nord du village de Tannay
- Le Nant du Torry
  - Le Torry
- La Versoix (21,9 km)
  - Nom inconnu, rivière s'écoulant au nord-ouest de Chavannes-des-Bois, son cours vaudois est frontalier avec la France.
  - Le Creuson